# 魏浚
魏 浚（ぎ しゅん、生年不詳 - 313年）は、西晋の将軍。本貫は東郡東阿県。

## 経歴
若い頃は関中に居住し、雍州の小吏であった。
河間王司馬顒の乱に際し、武威将軍に任じられた。やがて度支校尉に移ると、才幹を見せたという。
永嘉5年（311年）5月、流民数百家を従え、河陰の硤石を保った。当時、都の洛陽は相次ぐ漢軍の侵攻により荒廃していたので、魏浚は穀物を略奪しては懐帝に献上した。この功績により揚威将軍・平陽郡太守に任じられ、引き続き度支校尉も兼務となった。しかし、当時平陽は漢の支配下にあったので、赴任出来なかった。
6月、漢軍が洛陽を陥落させると、魏浚は洛北にある石梁塢に移り、残った民を集めて慰撫し、また兵器を修繕した。漢に従う者に対してはまず説得に当たり、晋に国運は長久である事からやがて復興すると説き、多数の民を帰順させた。遠方にいる事を頼みとして従わない者には、将兵を派遣して討伐させた。これらによりみな服従し、侵略される事は無くなった。遠近の民はこれに感激し、老人・子供を背負ってでも次第に彼の下に集うようになった。
同月、并州刺史劉琨の承制（皇帝に代わって諸侯や守相を任命する事）により、仮の河南尹に任じられた。当時、太尉荀藩もまた洛陽から逃れ、密県において行台（臨時政府）を立てていたので、魏浚は荀藩のもとを訪れて軍事謀略について諮った。荀藩はこれを喜び、新鄭に割拠する滎陽郡太守李矩もこの軍議に参画させた。李矩はこれに応じて到来し、魏浚らは議論を交わして交流を深め、盟約を結んで帰った。
建興元年（313年）12月、漢の中山王劉曜は魏浚が勢力を保つのを嫌い、軍を率いて石梁を包囲した。兗州刺史劉演・河内郡太守郭黙は軍を派遣して魏浚救援に向かったが、劉曜は兵を分けて河北で迎え撃ち、伏兵をもって劉演・郭黙の軍を撃破すると、その騎兵は尽く捕らえられた。魏浚は夜闇に乗じて逃亡を図ったが、劉曜に捕らえられて殺害された。
朝廷より、平西将軍の位を追贈された。族子の魏該が魏浚の勢力を引き継いだ。

## 伝記資料
- 『晋書』巻63 列伝第33
- 『資治通鑑』巻88 , 巻89